# Kaki (Iran)
Kaki (persisch كاكي, DMG Kākī) ist eine Stadt in der iranischen Provinz Buschehr. Sie hatte im Jahr 2006 9.893 Einwohner und 1.983 Familien. In Kaki befand sich das Epizentrum des Erdbebens der Stärke 6,3, bei dem am 9. April 2013 mindestens 37 Menschen ums Leben kamen. Zudem wurden Hunderte verletzt.